# Igor Jesus (futebolista, 2003)
Igor Jesus Lima (Senador Canedo, 7 de março de 2003) é um futebolista brasileiro que atua como volante. Atualmente joga pelo Los Angeles FC.

## Carreira

### Início
Nascido em Senador Canedo, município de Goiás, Igor Jesus iniciou sua trajetória esportiva no terrão do Jardim das Oliveiras, em Goiânia. Lá, foi descoberto pelo empresário Tales Ricarte, que havia escutado de amigos que havia um menino destacava-se jogando com pessoas mais velhas no local. Ricarte então viu Igor atuando na semifinal de uma competição no segundo semestre de 2016 e gostou de seu futebol.
No início de 2017, Ricarte fundou o clube Desportivo Real junto com um sócio e levou Igor Jesus, que ainda estava sem clube, para atuar. De família humilde, Ricarte ainda levava-o até estação da cidade para de lá Igor Jesus ir com seu irmão para casa. Depois dos treinos, ainda ajudava seu irmão em uma loja de venda e conserto de panelas.
No segundo semestre de 2017, o clube mudou-se para um local mais próximo de sua casa, então passou a ir de bicicleta. Contudo, ainda percorria 10 quilômetros para chegar e demorava duas horas pedalando. Destacou-se no modesto clube e chegou ao Goiás em 2018, para a disputa do Campeonato Goiano Sub-15. Ficou por dois anos no Esmeraldino e destacou-se no Sub-17 também, mas acabou dispensado em 2020.

### Flamengo
Após a dispensa pelo clube goiano, Igor chegou ao Flamengo em 18 de abril de 2021 para atuar no sub-20, assinando contrato até maio de 2023.
Atuou em 56 partidas na base com cinco gols entre 2021 e 2022, sendo inclusive capitão do rubro-negro na Copinha, onde fez o gol da classificação sobre o Náutico aos 49 minutos do segundo tempo. Ganhou suas primeiras oportunidades no time principal ainda em 2022, quando fez sua estreia contra a Portuguesa no Campeonato Carioca, tendo atuado também no Campeonato Brasileiro e Copa do Brasil daquele ano totalizando seis jogos ao todo.
No dia 3 de junho de 2023 foi anunciada sua renovação de contrato até dezembro de 2025, com multa de 50 milhões de euros (260 milhões de reais). Em setembro, as boas atuações foram correlacionadas com interesses de outros clubes em seu futebol, como o Nottingham Forest, Arsenal e a Udinese. Também integrou o elenco campeão Brasileiro Sub-20 pelo Flamengo, batendo o Palmeiras nos pênaltis. Alternou durante o ano entre base e profissional, atuando em 18 partidas (nove por cada).
No início da temporada de 2024, Igor Jesus ganhou oportunidades com o técnico Tite após suprir ausências de Erick Pulgar e Gerson, onde teve boas atuações nos três jogos que havia disputado até então, foi elogiado e tendo uma possível renovação de contrato encaminhada em fevereiro. Em um dessas partidas, a goleada por 4–0 contra o Boavista no dia 20 pela 9ª rodada do Campeonato Carioca, deu uma assistência para o primeiro gol feito por Luiz Araújo.

### Estrela da Amadora
No dia 2 de setembro de 2024, o Flamengo anunciou a venda do volante Igor Jesus para o Estrela da Amadora, da Primeira Liga de Portugal. O meio-campista teve 50% dos seus direitos econômicos negociados por 2 milhões de euros (cerca de R$ 12,5 milhões), com o Flamengo permanecendo com a outra metade.

### Los Angeles FC
Apenas cinco meses depois de chegar ao Estrela da Amadora, o volante de 21 anos foi vendido para o Los Angeles FC, dos Estados Unidos, por 4 milhões de euros (cerca de R$ 25 milhões na cotação atual). Dono de 50% dos direitos econômicos do jovem, o Flamengo terá direito à metade do valor.

## Seleção Brasileira

### Sub-23
Igor Jesus foi convocado pela primeira vez à Seleção Brasileira em 22 de setembro de 2023, para a disputa dos Jogos Pan-Americanos em Santiago. Foi titular regular na campanha e sagrou-se campeão ao bater o Chile por 4–2 nos pênaltis após empate de 1–1 no tempo normal.

## Estatísticas

### Seleção Brasileira
Abaixo estão listados todos jogos e gols do futebolista pela Seleção Brasileira, desde as categorias de base. Abaixo da tabela, clique em expandir para ver a lista detalhada dos jogos de acordo com a categoria selecionada. 
Sub-23
| Ano   |       |      |         |       |
| Ano   | Jogos | Gols | Assist. | Média |
| ----- | ----- | ---- | ------- | ----- |
| 2023  | 4     | 0    | 0       | 0     |
| Total | 4     | 0    | 0       | 0     |

|    | Data                  | Local                                             | Resultado | Adversário     | Gols | Competição                   |
| -- | --------------------- | ------------------------------------------------- | --------- | -------------- | ---- | ---------------------------- |
| 1. | 23 de outubro de 2023 | Estádio Elías Figueroa Brander, Valparaíso, Chile | 1–0       | Estados Unidos | 0    | Jogos Pan-Americanos de 2023 |
| 2. | 26 de outubro de 2023 | Estádio Sausalito, Viña del Mar, Chile            | 2–0       | Chile          | 0    | Jogos Pan-Americanos de 2023 |
| 3. | 1 de novembro de 2023 | Estádio Sausalito, Viña del Mar, Chile            | 1–0       | México         | 0    | Jogos Pan-Americanos de 2023 |
| 4. | 4 de novembro de 2023 | Estádio Sausalito, Viña del Mar, Chile            | 1–1 (4–2) | Chile          | 0    | Jogos Pan-Americanos de 2023 |

## Títulos

### Flamengo

#### Base
- Campeonato Brasileiro Sub-20: 2023

#### Profissional
- Campeonato Carioca: 2024
- Copa do Brasil: 2022 e 2024

### Seleção Brasileira

#### Sub-23
- Jogos Pan-Americanos: 2023